# Favonius suffusa
Favonius suffusa är en fjärilsart som beskrevs av John Henry Leech 1893. Favonius suffusa ingår i släktet Favonius och familjen juvelvingar. Inga underarter finns listade i Catalogue of Life.